# Botryogeen
Het mineraal botryogeen is een oranjekleurig gehydrateerd magnesium-ijzer-sulfaat-hydroxide, met als chemische formule MgFe3+(SO4)2(OH)·7H2O.

## Oorsprong
Botryogeen komt secundair voor, ten gevolge van de oxidatie van pyriet in aride regio's, samen met andere sulfaten.

## Voorkomen
Kristallen tot 3,5 cm komen voor in de Libiola-mijn nabij Genua in Italië. Botryogeen is algemeen in Chuquicamata en Quetena in Chili. Ook in Rammelsberg in Duitsland komt botryogeen voor.